# Montage en série
En électricité, un montage en série dans un circuit électrique est un montage où les composants (résistances, condensateurs, générateurs, moteurs, etc.) appartiennent à la même branche. Pour que des éléments soient en série, il faut que les mêmes charges traversent lesdits éléments.

## Analyse
Dans un circuit, des dipôles sont en série s'ils sont traversés par le même courant. L'intensité du courant traversant chacun d'eux est donc égale soit I = I1 = I2 = ... = In
Par conséquent :
- Lorsque plusieurs dipôles sont reliés et câblés en série, si l'un d'entre eux est détruit, cela ouvre le circuit et le courant électrique ne passe plus.
- les dipôles de sectionnement (interrupteurs, sectionneurs) et les protections contre les surintensités (fusibles, disjoncteurs) sont toujours en série avec les dipôles qu'ils commandent ou qu'ils protègent.

### Résistances
Pour une connexion de résistances en série :
La résistance totale est égale à :

#### Impédance
Pour une connexion de composants en séries, l'impédance totale est égale à la somme des impédances de chaque composants :

### Inductances
Pour une connexion d'inductances en série :
L'inductance totale est égale à :

### Condensateurs
Pour une connexion de condensateurs en série :
La capacité totale est égale à :